# مسجد باتومی
مسجد باتومی (به گرجی: ბათუმის მეჩეთი) در شهر باتومی در کنار دریای سیاه در جمهوری خودمختار آجارستان کشور گرجستان واقع شده‌است. این مسجد توسط خانواده اصلان‌بیگ (معادل دوک) خیمشیاشویلی (به انگلیسی: Aslan Beg Khimshiashvili) در سال ۱۸۸۶ بنا شده‌است. دیوارهای آن توسط برادران لاز نقاشی شده‌است.
این مسجد به عنوان مسجد جامع شناخته می‌شود و در میان دو مسجد دیگر که نابود شده‌اند، باقی‌مانده‌است.